# 杨茂安
楊茂安（1938年—），緬甸果敢政治、军事人物。
楊茂良於1938年出生在果敢石洞水，後移居木瓜寨:485。其祖籍雲南永德縣靛塘。其父育有四子，他在兄弟中排行第一，是楊茂良之兄。1968年加入緬甸共產黨領導的緬甸人民軍，跟隨彭家聲在勐堆參加鐵石坡集訓，歷任緬共404部隊參謀、東北軍區駐果敢貿易組副組長、貿易處處長、東北軍區貿易公司負責人等職。他任贸易公司主管期間，緬共主要財政收入來源於他。1989年跟隨彭家聲脫離緬共，加入緬甸民族民主同盟軍，任撣邦第一特區軍政委員會委員。後增補為特區總部核心小組成員兼聯絡部負責人。1993年2月27日，他與弟弟楊茂良發動政變驅逐彭家聲。1993年3月8日，楊茂良被緬甸政府任命為同盟軍副司令、第一特區軍事委員會常務委員、第一特區行政副專員兼組織部長:485。
楊茂安被中國警方指控為毒梟。1992年5月至8月，在中國警方破獲的一起販毒案件中查獲200件147公斤的海洛因。根據中國雲南警方調查，楊茂安、楊克強父子在泰國曼谷坐鎮遙控指揮，派親信自雲南臨滄邊關入境來到廣州與香港毒梟接頭，後在香港結算。1994年5月，其弟楊茂賢在雲南鎮康縣因販毒被逮捕，後被判處死刑。
1995年，勐古縣縣長孟薩拉發動叛亂，成立勐古保衛軍，楊氏兄弟迅速喪失對勐古地區的控制。9月初，楊茂良親自帶兵鎮壓，留楊茂安負責鎮守老街。11月12日，彭家聲在佤邦及第四特區的軍事支持下，率其支持者乘機重返果敢。楊茂安知大勢已去，向緬甸政府交出軍權、政權及武器，希望換取安全保護，但政府軍反而大舉進入果敢，並控制了果敢的戰略要地。在蔣忠明等主要領導層相繼宣佈效忠於彭家聲之後:451-453，楊氏兄弟決定放棄權力，遷居臘戍:485。1996年，楊茂安、楊茂良兄弟被撤銷第一特區及同盟軍的一切職務:451-453。
此後兄弟二人逐漸淡出公眾視野。2023年3月4日同盟軍原領導張德文去世時，楊茂安、楊茂良曾向其家屬致唁電。